# 12200 Richlipe
A 12200 Richlipe (ideiglenes jelöléssel (12200) 1981 EM7) a Naprendszer kisbolygóövében található aszteroida. Schelte J. Bus fedezte fel 1981. március 1-jén.

## Kapcsolódó szócikk
- Kisbolygók listája (12001–12500)